# Адаму, Иви
Иви Адаму (греч. Ήβη Αδάμου, англ. Ivi Adamou; род. 24 ноября 1993 в Айя-Напе) — кипрская певица, представительница Кипра на конкурсе песни Евровидение 2012. Ранее певица была известна как финалистка греческого музыкального конкурса «The X Factor».

## Биография
Иви родилась в 1993 в городе Айя-Напа на востоке Кипра. Её отец Адамос из Кипра, а мать Марианна из Болгарии, также у неё есть две сестры, старшая Деспина и младшая Клеопатра. В 2009—2010 годах молодая певица принимала участие в греческом варианте популярного конкурса «The X Factor», где ей удалось пройти в финал и занять шестое место. После участия в «Икс-Факторе» Адаму подписала контракт со звукозаписывающим лейблом Sony, на котором она выпустила свой дебютный extended play-альбом «Καλοκαίρι στην Καρδιά» (Kalokairi Stin Kardia, пер. на рус. Лето в моём сердце), получивший статус золотого в Греции. Через некоторое время она выпускает второй EP, «Χριστούγεννα με την Ήβη Αδάμου» (Christmas with Ivi Adamou, пер. на рус. Рождество с Иви Адаму). Полноформатный альбом, «Σαν ενα Όνειρο», был выпущен ею только в следующем году. В настоящее время встречается с Михалисом Куинелисом.
Своими кумирами Иви считает Бейонсе, Кристину Агилеру и Уитни Хьюстон. По её словам, именно эти исполнительницы оказали бо́льшее влияние на её музыку.
4 августа 2011, после победы на конкурсе «Perfomance», певица получила возможность представить свою страну на очередном музыкальном конкурсе песни «Евровидение», который прошёл в столице Азербайджана Баку. Конкурсная композиция была выбрана 25 января 2012 — ею стала «La La Love». В первом полуфинале заняла 7 место, получив 91 балл, что дало право пройти в финал Евровидения 2012. В финале заняла 15 место, получив 65 баллов.
В настоящее время Иви записывает второй студийный альбом, а также Иви планирует озвучивать главного героя Алису в греческом дубляже в мультфильме Γενέθλια της Αλίκης вместе Сакисом Рувасом, и Вики Кайя.
В 2015 году окончила Университет Пантеон.

### Личная жизнь
С 2014 года Иви Адаму состоит в отношениях с рэпером Михалисом Куйнелисом из группы Stavento, с которым они познакомились, когда она ещё участвовала в музыкальном шоу талантов X-Factor, и впервые сотрудничала в 2010 году над песней «Σαν έρθει η μέρα». В середине июня 2018 года у Иви родилась дочь Анатоли-Нефели от Михалиса Куйнелиса из группы Stavento.

## Дискография

### Альбомы
- Καλοκαίρι Στην Καρδιά (2010)
- Σαν ενα Όνειρο (2011)
- Δικό Μου (2022)

### EP
- Καλοκαίρι στην Καρδιά (2010)
- Χριστούγεννα με την Ήβη Αδάμου (2010)

### Синглы
- Α.Γ.Α.Π.Η (2010)
- Σώσε Με (2010)
- Σαν Έρθει Η Μέρα (feat. Stavento) (2010)
- Last Kiss (2010)
- Το Μυστικό Μου Να Βρείς (2010)
- Κράτα Τα Μάτια Σου Κλειστά (feat. Melisses) (2011)
- Κάνω Μια Ευχή (2011)
- Βόλτες στ' αστέρια (2011)
- La La Love (2012)
- Madness (feat. TU) (2012)
- Avra (Mestral) (feat. Pink Noisy) (2012)

## Выступление на The X Factor (Greece)
- Неделя 1 (30 Октября 2009): «Just Dance» — Lady Gaga
- Неделя 2 (6 Ноября 2009): «Just Like a Pill» — Pink
- Неделя 3 (13 Ноября 2009): «Because of You» — Kelly Clarkson
- Неделя 4 (20 Ноября 2009): «Papa Don't Preach» — Madonna
- Неделя 5 (27 Ноября 2009): «When I Grow Up» — Pussycat Dolls
- Неделя 6 (4 Декабря 2009): «Hurt» — Christina Aguilera
- Неделя 7 (11 Декабря 2009): «Halo» — Beyoncé
- Неделя 8 (18 Декабря 2009): «All I Want for Christmas Is You»/«Xristougenna» — Mariah Carey / Despina Vandi
- Неделя 9 (31 Декабря 2009): «Celebration» — Madonna
- Неделя 10 (8 Января 2010): «I Love Rock 'n' Roll» — The Arrows / Joan Jett / Britney Spears
- Неделя 11 (15 Января 2010): «Hush Hush» — Pussycat Dolls
- Неделя 12 (22 Января 2010): «The Voice Within» — Christina Aguilera